# NGC 7780
NGC 7780 (другие обозначения — PGC 72775, UGC 12833, MCG 1-60-46, ZWG 407.71, IRAS23509+0750) — галактика в созвездии Рыбы.
Этот объект входит в число перечисленных в оригинальной редакции «Нового общего каталога».
В галактике вспыхнула сверхновая SN 2001da типа Ia, её пиковая видимая звездная величина составила 16,5.